# Laura Pérez Castaño
Laura Pérez Castaño (Barcelona, 27 de junio de 1982) es una política española y activista feminista. Fue concejala del grupo municipal de Barcelona en Comú en el Ayuntamiento de Barcelona desde 2015 hasta el 2023, donde desempeñó la concejalía de Feminismos y LGTBI.

## Biografía
Formada como periodista, se trasladó a Ecuador, y posteriormente a Perú, donde estuvo trabajando en proyectos de cooperación.
De vuelta en Barcelona, a finales de 2014 se vinculó a Podemos y en 2015 se presentó en el número 9 de la lista de Barcelona en Comú encabezada por Ada Colau de cara a las elecciones municipales de mayo de 2015 en Barcelona. Electa concejala, tras la investidura de Colau como alcaldesa de Barcelona el 13 de junio de 2015, Pérez fue puesta al frente de la concejalía de «Ciclo de la Vida, Feminismos y LGTBI», que sustituía a la de Juventud.
En junio de 2018 se impuso en las primarias a la secretaría general de Podemos en Barcelona, hasta el 2021.
En las elecciones municipales de 2019 fue incluida en el número 4 de la lista de Barcelona en Comú-En Comú Guanyem volviendo a ser elegida como concejala del ayuntamiento barcelonés.